# Расширение НАТО

Хронология членства в европейской части НАТО

НАТО — военно-политический союз тридцати двух европейских и североамериканских стран, представляющий собой систему коллективной обороны. Процесс вступления в альянс регулируется статьёй 10 Североатлантического договора, которая допускает приглашение только «других европейских государств» и последующими соглашениями. Страны, желающие вступить, должны соответствовать определённым требованиям и пройти многоэтапный процесс, включающий политический диалог и военную интеграцию. Процесс вступления контролируется Североатлантическим советом, руководящим органом НАТО. НАТО было основано в 1949 году двенадцатью странами-основателями и десять раз принимало новых членов. Первыми участниками НАТО стали Греция и Турция в 1952 году. В мае 1955 года Западная Германия присоединилась к НАТО, что было одним из условий прекращения оккупации страны Францией, Великобританией и Соединёнными Штатами Америки, что побудило Советский Союз сформировать свой собственный альянс коллективной безопасности (обычно называемый Варшавским договором). После падения режима Франко новая демократическая Испания решила вступить в НАТО в 1982 году.
В 1990 году участники переговоров достигли соглашения о том, что объединённая Германия вступит в НАТО в рамках существующего членства Западной Германии. После распада Советского Союза в 1991 году многие бывшие страны Варшавского договора и постсоветские государства стремились вступить в НАТО. Польша, Венгрия и Чехия стали членами НАТО в 1999 году на фоне многочисленных дебатов внутри самого НАТО. Затем НАТО официально оформила процесс вступления в альянс с помощью «Плана действий по членству», которые помогли вступлению семи стран Центральной и Восточной Европы незадолго до Стамбульского саммита 2004 года: Болгарии, Эстонии, Латвии, Литвы, Румынии, Словакии и Словении. Две страны Адриатического моря — Албания и Хорватия — присоединились 1 апреля 2009 года перед саммитом Страсбург-Кель в 2009 году. Следующими государствами-членами, вступившими в НАТО, стали Черногория 5 июня 2017 года и Северная Македония 27 марта 2020 года.
Россия вторглась на Украину в 2022 году после того, как президент России Владимир Путин заявил, что военная инфраструктура НАТО создаётся внутри Украины и что потенциальное будущее членство Украины представляет собой угрозу для России. Вторжение России побудило Финляндию и Швецию подать заявку на членство в НАТО в мае 2022 года. Финляндия вступила в НАТО 4 апреля 2023 года, а Швеция — 7 марта 2024 года. Украина подала заявку на членство в НАТО в сентябре 2022 года после того, как Россия объявила об аннексии её территории. Два других государства официально проинформировали НАТО о своих стремлениях к членству: Босния и Герцеговина и Грузия. Косово также стремится вступить в НАТО. Вступление в НАТО является темой обсуждения в ряде других европейских стран, не входящих в альянс, включая Австрию, Кипр, Ирландию, Мальту, Молдову и Сербию.

## Прошлые расширения

### Холодная война
Двенадцать стран входили в НАТО на момент основания: Бельгия, Канада, Дания, Франция, Исландия, Италия, Люксембург, Нидерланды, Норвегия, Португалия, Великобритания и США. Начало Холодной войны ознаменовалось идеологическим и экономическим расколом между капиталистическими государствами Западной Европы, поддерживаемыми Соединёнными Штатами с их планом Маршалла и доктриной Трумэна, и коммунистическими государствами Восточной Европы, поддерживаемыми Советским Союзом. Таким образом, оппозиция коммунизму советского образца стала определяющей характеристикой организации и антикоммунистических правительств Греции, которая только что вела гражданскую войну против прокоммунистической армии, и Турции, новоизбранная Демократическая партия которой была убеждённо проамериканской, оказались под внутренним и внешним давлением присоединиться в НАТО, что оба и сделали в феврале 1952 года.

### Объединение Германии
Переговоры об объединении Восточной и Западной Германии велись на протяжении всего 1990 года, в результате чего в сентябре 1990 года был подписан договор «Два плюс четыре», а 3 октября 1990 года Восточная Германия официально присоединилась к Федеративной Республике Германия. Чтобы заручиться советским одобрением того, что объединённая Германия останется в НАТО, договор запрещал размещение иностранных войск и ядерного оружия на территории бывшей Восточной Германии, хотя в дополнении, подписанном всеми сторонами, указывалось, что иностранные войска НАТО могут быть размещены к востоку от линии холодной войны после ухода СССР по усмотрению правительства объединённой Германии. В соглашениях об объединении Германии, заключённых в сентябре-октябре 1990 года, не упоминается расширение НАТО в какую-либо другую страну. Вопрос о том, взяли ли представители государств-членов НАТО неофициальное обязательство не расширять НАТО на другие части Восточной Европы во время этих и современных переговоров с советскими коллегами, уже давно является предметом споров среди историков и учёных-международников.

### Вильнюсская группа
В 1999 году на Вашингтонском саммите НАТО выпустила новое руководство «Плана действий по членству» в альянсе для Албании, Болгарии, Эстонии, Латвии, Литвы, Северной Македонии, Румынии, Словакии и Словении, чтобы стандартизировать процесс для новых членов. В мае 2000 года эти страны объединились с Хорватией в Вильнюсскую группу с целью сотрудничества и лоббирования общего членства в НАТО. На Пражском саммите 2002 года семь стран были приглашены в НАТО, что состоялось на Стамбульском саммите 2004 года. В прошлом году Словения провела референдум по вопросу о вступлении в НАТО, и 66 % опрошенных высказались за членство.
Россию особенно расстроило присоединение к НАТО трёх стран Балтии, первых стран, входивших в состав Советского Союза. Российские войска были размещены в странах Балтии ещё в 1995 году, но цели европейской интеграции и членства в НАТО были очень привлекательными для стран Балтии. Быстрые инвестиции в собственные вооружённые силы показали серьёзность их стремления к членству, а участие в операциях под руководством НАТО после 11 сентября, особенно Эстонии в Афганистане, завоевало ключевую поддержку трёх стран со стороны таких людей, как сенатор США Джон Маккейн, президент Франции Жак Ширак и канцлер Германии Герхард Шрёдер. В исследовании 2006 года, опубликованном в журнале Security Studies, утверждалось, что расширения НАТО в 1999 и 2004 годах способствовали укреплению демократии в Центральной и Восточной Европе.

### Адриатическая Хартия
Черногория провозгласила независимость 3 июня 2006 года; впоследствии новая страна присоединилась к программе «Партнёрство во имя мира» на саммите в Риге в 2006 году, а затем 5 ноября 2008 года подала заявку на План действий по членству, который был предоставлен в декабре 2009 года. Черногория также стала полноправным членом Адриатической хартии стран-кандидатов в НАТО в мае 2009 года. НАТО официально пригласило Черногорию вступить в альянс 2 декабря 2015 года, а переговоры завершились в мае 2016 года; Черногория вступила в НАТО 5 июня 2017 года.
В июне 2017 года премьер-министр Македонии Зоран Заев дал понять, что рассмотрит альтернативные названия страны, чтобы достичь компромисса с Грецией, урегулировать спор о названии и снять возражения Греции против присоединения Македонии к альянсу. Спор о названии был урегулирован Преспанским соглашением в июне 2018 года, в соответствии с которым страна приняла название Северная Македония, которое было поддержано на референдуме в сентябре 2018 года. НАТО пригласила Северную Македонию начать переговоры о вступлении 11 июля 2018 года; официальные переговоры о вступлении начались 18 октября 2018 года. Члены НАТО подписали протокол о присоединении Северной Македонии 6 февраля 2019 года. Большинство стран ратифицировали протокол о присоединении в 2019 году, а Испания ратифицировала в марте 2020 года. Собрание также единогласно ратифицировало протокол 11 февраля 2020 года, прежде чем Северная Македония стала государством-членом НАТО 27 марта 2020 года.

### Финляндия и Швеция
В 1949 году Швеция решила не вступать в НАТО и провозгласила политику безопасности, направленную на неучастие в военных союзах в мирное время с целью сохранения нейтралитета во время войны. Данная позиция сохранялась без особых обсуждений во время холодной войны. В это время отношения Финляндии с НАТО и Советским Союзом строились в соответствии с доктриной Паасикиви — Кекконена, согласно которой страна не присоединялась ни к Западному, ни к Восточному блокам. После распада Советского Союза в 1991 году обе страны присоединились к программе НАТО «Партнёрство во имя мира» в 1994 году и предоставили миротворческие силы различным миссиям НАТО, включая Косово (KFOR) и Афганистан (ISAF) в начале 2000-х годов.
Аннексия Россией Крыма у Украины в 2014 году и последующее полномасштабное вторжение на Украину в 2022 году заставили обе страны пересмотреть свою политику безопасности и обороны. Опросы общественного мнения в Финляндии вскоре после вторжения 2022 года впервые показали, что явное большинство поддерживает вступление в НАТО. Поддержка в Швеции также возросла: опрос от 4 марта 2022 года показал, что 51 % высказались за членство в НАТО, и впервые опрос показал, что большинство поддерживает эту позицию.
1 февраля 2023 года президент Турции Реджеп Тайип Эрдоган объявил, что теперь он положительно относится к членству Финляндии, но отрицательно относится к членству Швеции в организации из-за инцидентов с сожжением Корана в Швеции. Парламент Венгрии одобрил заявку Финляндии 27 марта, а парламент Турции — 31 марта 2023 года. Финляндия стала членом альянса 4 апреля 2023 года, в 74-ю годовщину подписания Североатлантического договора. После переговоров о продлении членства Турция и Венгрия проголосовали за утверждение членства Швеции в начале 2024 года. 7 марта 2024 года Швеция стала 32-м членом альянса.
По мнению министра обороны России Сергея Шойгу, вступление Финляндии в НАТО значительно увеличило риск более широкого конфликта в Европе. Россия пригрозила принять ответные меры, увеличив объявленное размещение ядерного оружия в Беларуси. Этот шаг удвоил протяжённость границы, которую НАТО разделяет с Россией. Путин, однако, последовательно отвергал вступление Финляндии и Швеции в НАТО, заявляя, что оно «не представляет угрозы для России».

## Сводная таблица и карта
| Дата            | Раунд    | Раунд     | Страна                | A map of Europe with twelve colors that refer to the year different countries joined the alliance. |
| 18 февраля 1952 |          | Первый    | Греция                | A map of Europe with twelve colors that refer to the year different countries joined the alliance. |
| 18 февраля 1952 | Турция   | Первый    |                       | A map of Europe with twelve colors that refer to the year different countries joined the alliance. |
| 9 мая 1955      |          | Второй    | Западная Германия     | A map of Europe with twelve colors that refer to the year different countries joined the alliance. |
| 30 мая 1982     |          | Третий    | Испания               | A map of Europe with twelve colors that refer to the year different countries joined the alliance. |
| 3 октября 1990  |          | —         | Объединённая Германия | A map of Europe with twelve colors that refer to the year different countries joined the alliance. |
| 12 марта 1999   |          | Четвёртый | Чехия                 | A map of Europe with twelve colors that refer to the year different countries joined the alliance. |
| 12 марта 1999   | Венгрия  | Четвёртый |                       | A map of Europe with twelve colors that refer to the year different countries joined the alliance. |
| 12 марта 1999   | Польша   | Четвёртый |                       | A map of Europe with twelve colors that refer to the year different countries joined the alliance. |
| 29 марта 2004   |          | Пятый     | Болгария              | A map of Europe with twelve colors that refer to the year different countries joined the alliance. |
| 29 марта 2004   | Эстония  | Пятый     |                       | A map of Europe with twelve colors that refer to the year different countries joined the alliance. |
| 29 марта 2004   | Латвия   | Пятый     |                       | A map of Europe with twelve colors that refer to the year different countries joined the alliance. |
| 29 марта 2004   | Литва    | Пятый     |                       | A map of Europe with twelve colors that refer to the year different countries joined the alliance. |
| 29 марта 2004   | Румыния  | Пятый     |                       | A map of Europe with twelve colors that refer to the year different countries joined the alliance. |
| 29 марта 2004   | Словакия | Пятый     |                       | A map of Europe with twelve colors that refer to the year different countries joined the alliance. |
| 29 марта 2004   | Словения | Пятый     |                       | A map of Europe with twelve colors that refer to the year different countries joined the alliance. |
| 1 апреля 2009   |          | Шестой    | Албания               | A map of Europe with twelve colors that refer to the year different countries joined the alliance. |
| 1 апреля 2009   | Хорватия | Шестой    |                       | A map of Europe with twelve colors that refer to the year different countries joined the alliance. |
| 5 июня 2017     |          | Седьмой   | Черногория            | A map of Europe with twelve colors that refer to the year different countries joined the alliance. |
| 27 марта 2020   |          | Восьмой   | Северная Македония    | A map of Europe with twelve colors that refer to the year different countries joined the alliance. |
| 4 апреля 2023   |          | Девятый   | Финляндия             | A map of Europe with twelve colors that refer to the year different countries joined the alliance. |
| 7 марта 2024    |          | Десятый   | Швеция                | A map of Europe with twelve colors that refer to the year different countries joined the alliance. |

## Критерии и процесс

### Статья 10 и политика открытых дверей
Североатлантический договор является основой организации, и поэтому любые изменения, включая новое членство, требуют ратификации всеми нынешними сторонами, подписавшими договор. Статья 10 договора описывает, как государства, не являющиеся членами, могут вступить в НАТО:

Договаривающиеся стороны по всеобщему согласию могут предлагать любому другому европейскому государству, способному развивать принципы настоящего Договора и вносить свой вклад в безопасность Североатлантического региона, присоединиться к настоящему Договору. Любое государство, получившее подобное приглашение, может стать Договаривающейся стороной путем передачи на хранение правительству Соединённых Штатов Америки документа о своем присоединении к настоящему Договору. Правительство Соединённых Штатов Америки будет уведомлять каждую из Договаривающихся сторон о передаче ему на хранение каждого подобного документа о присоединении.

### План действий по членству
Важнейший шаг в формализации процесса приглашения новых членов был сделан на саммите в Вашингтоне в 1999 году, когда механизм Плана действий по членству (ПДЧ) был утверждён в качестве этапа, на котором нынешние члены могут регулярно рассматривать официальные заявления претендентов на членство. Участие страны в ПДЧ влечёт за собой ежегодное представление отчётов о её прогрессе по пяти различным мерам:
- Урегулирование международных, межэтнических и внешних территориальных споров мирными средствами, демонстрация приверженности верховенству закона и защите прав человека и демократический контроль над вооружёнными силами
- Способность вносить военный вклад в коллективную оборону и миссии
- Выделение достаточных средств для выполнения обязательств членства
- Защита наиболее секретной информации и гарантий для её обеспечения
- Совместимость внутреннего законодательства с сотрудничеством НАТО

В ноябре 2002 года НАТО пригласило семь стран присоединиться через ПДЧ: Болгарию, Эстонию, Латвию, Литву, Румынию, Словакию и Словению. Все семь приглашённых присоединились в марте 2004 года, что было отмечено на церемонии поднятия флага 2 апреля. После этой даты НАТО насчитывало 26 союзников. Другими бывшими участниками ПДЧ были Албания и Хорватия в период с мая 2002 года по апрель 2009 года, Черногория с декабря 2009 года по июнь 2017 года и Северная Македония с апреля 1999 года по март 2020 года, когда она присоединилась к НАТО. В 2022 году в ПДЧ участвовала только одна страна — Босния и Герцеговина.

## Претенденты на вступление
| Члены НАТО План действий по членству | Партнёр с расширенными возможностями Индивидуальный план партнёрства Партнёрство во имя мира |

Члены НАТО
План действий по членству
Партнёр с расширенными возможностями
Индивидуальный план партнёрства
Партнёрство во имя мира

По состоянию на 2024 год три государства официально выразили желание вступить в НАТО. Босния и Герцеговина — единственная страна, имеющая План действий по членству, которая вместе с Грузией была названа «странами-кандидатами» в НАТО на заседании Североатлантического совета 7 декабря 2011 года. Украина была признана страной-кандидатом после украинской революции 2014 года и официально подала заявку на членство в 2022 году после вторжения России.
| Страна               | Партнёрство во имя мира | Индивидуальный план партнёрства | Ускоренный диалог | План действий по членству | Заявление        | Протокол о присоединении |
| -------------------- | ----------------------- | ------------------------------- | ----------------- | ------------------------- | ---------------- | ------------------------ |
| Босния и Герцеговина | Декабрь 2006            | Сентябрь 2008                   | Апрель 2008       | Декабрь 2018              |                  |                          |
| Грузия               | Март 1994               | Октябрь 2004                    | Сентябрь 2006     |                           |                  |                          |
| Украина              | Февраль 1994            | Ноябрь 2002                     | Апрель 2005       | н/д                       | 30 сентября 2022 |                          |

1. ↑  Страны План действий по членству и Индивидуального плана партнёрства также являются членами Партнёрства во имя мира. Государства, вступающие в НАТО, заменяют членство в «Партнерстве во имя мира» официальным вступлением в союз.
2. ↑  НАТО отменило ПДЧ[63]

Федерация Боснии и Герцеговины в составе Боснии и Герцеговины выразила готовность присоединиться к НАТО, однако она сталкивается с постоянным политическим давлением со стороны Республики Сербской, другого политического образования в стране, а также её партнёров в России. 2 октября 2009 года Харис Силайджич, боснийский член президентства, объявил о подаче заявки на План действий членству. 22 апреля 2010 года НАТО согласилось запустить План действий членству Боснии и Герцеговины, но с определёнными условиями. Считается, что Турция является крупнейшим сторонником членства Боснии и сильно повлияла на это решение.

### Украина

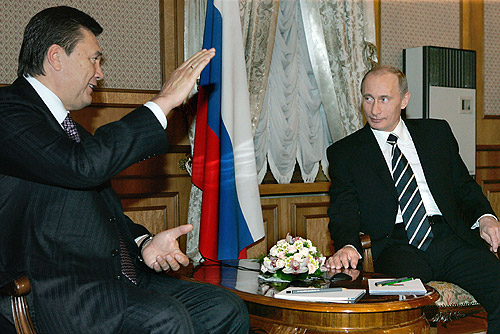
Президент Виктор Янукович стремился к более тесным отношениям с Россией.

Позиция российских властей по отношениям Украины и НАТО со временем менялась. В 2002 году президент России Владимир Путин заявил, что не возражает против растущих отношений Украины с НАТО, заявив, что это вопрос Украины и НАТО. С 2008 года Россия начала заявлять о своём несогласии с членством Украины. В марте того же года Украина подала заявку на получение План действий по членству (ПДЧ), что стало первым шагом на пути к вступлению в НАТО. На саммите в Бухаресте в апреле 2008 года генеральный секретарь НАТО Яп де Хоп Схеффер заявил, что Украина и Грузия когда-нибудь вступят в НАТО, но ни одна из них не приступила к реализации Плана действий по членству. На этом саммите Путин назвал членство Украины «прямой угрозой».
Когда Виктор Янукович стал президентом Украины в 2010 году, он заявил, что Украина останется «европейским неприсоединившимся государством» и останется членом информационно-пропагандистской программы НАТО. В июне 2010 года украинский парламент проголосовал за отмену членства в НАТО в законопроекте, разработанном Януковичем. Он подтвердил нейтральный статус Украины и запретил её членство в любом военном блоке, но разрешил сотрудничество с такими альянсами, как НАТО.

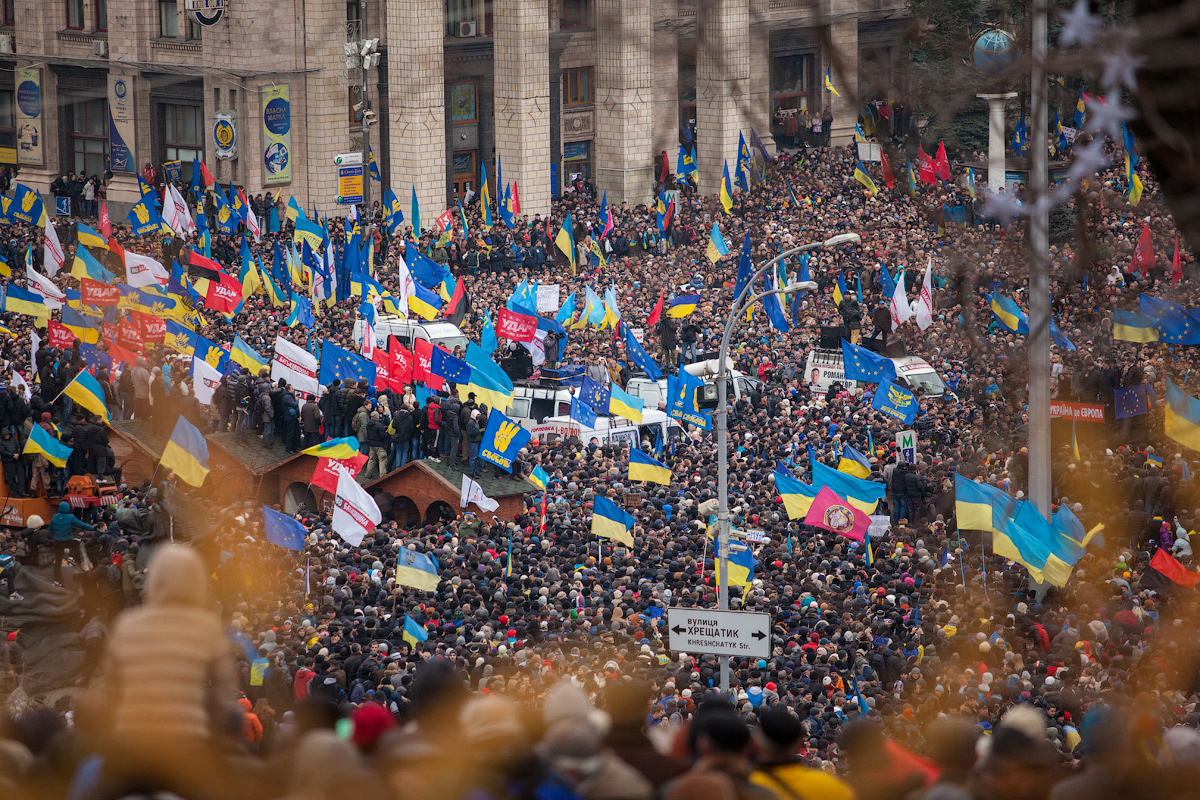
Протесты на Евромайдане, в результате которых Виктор Янукович был отстранён от должности президента, привлекли большое количество украинцев в поддержку улучшения связей с европейскими странами.

Во время Украинской революции в феврале 2014 года парламент Украины проголосовал за отстранение Януковича. Вскоре после этого, когда Украина ещё была нейтральной страной, Россия аннексировала Крым. В следующем месяце новый премьер-министр Арсений Яценюк заявил, что Украина не стремится к членству в НАТО. В августе 2014 года российские войска вторглись на восток Украины, чтобы поддержать своих сепаратистских доверенных лиц. Из-за этого Яценюк объявил о возобновлении заявки на членство в НАТО, а в декабре 2014 года парламент Украины проголосовал за отказ от внеблокового статуса. Генеральный секретарь НАТО Андерс Фог Расмуссен заявил, что членство по-прежнему возможно. Согласно опросу, проведённому в июле 2015 года, поддержка членства в НАТО возросла до 64 % на подконтрольной правительству Украине, и опросы показали, что рост поддержки НАТО был связан с продолжающимся военным вмешательством России.
В июне 2017 года парламент Украины принял закон, делающий интеграцию в НАТО приоритетом внешней политики, а президент Пётр Порошенко объявил, что проведёт переговоры по Плану действий по членству. Украина была признана кандидатом в члены НАТО в марте 2018 года. В сентябре 2018 года парламент Украины проголосовал за включение цели членства в НАТО в конституцию.
В 2021 году у границ Украины происходило массовое наращивание военного потенциала России. В апреле 2021 года президент Владимир Зеленский заявил, что членство в НАТО «является единственным способом положить конец войне в Донбассе» и что ПДЧ «станет настоящим сигналом для России». Путин потребовал запретить Украине когда-либо вступать в НАТО. Генеральный секретарь Йенс Столтенберг ответил, что отношения Украины с НАТО являются вопросом Украины и НАТО, добавив, что «Россия не имеет права устанавливать сферу влияния, чтобы пытаться контролировать своих соседей». Столтенберг заявил, что осенью 2021 года Путин «фактически отправил проект договора, который они хотели, чтобы НАТО подписала, обещая больше не расширять НАТО. Это было то, что он послал нам. И это было предварительным условием для ненападения на Украину. Конечно, мы этого не подписывали».

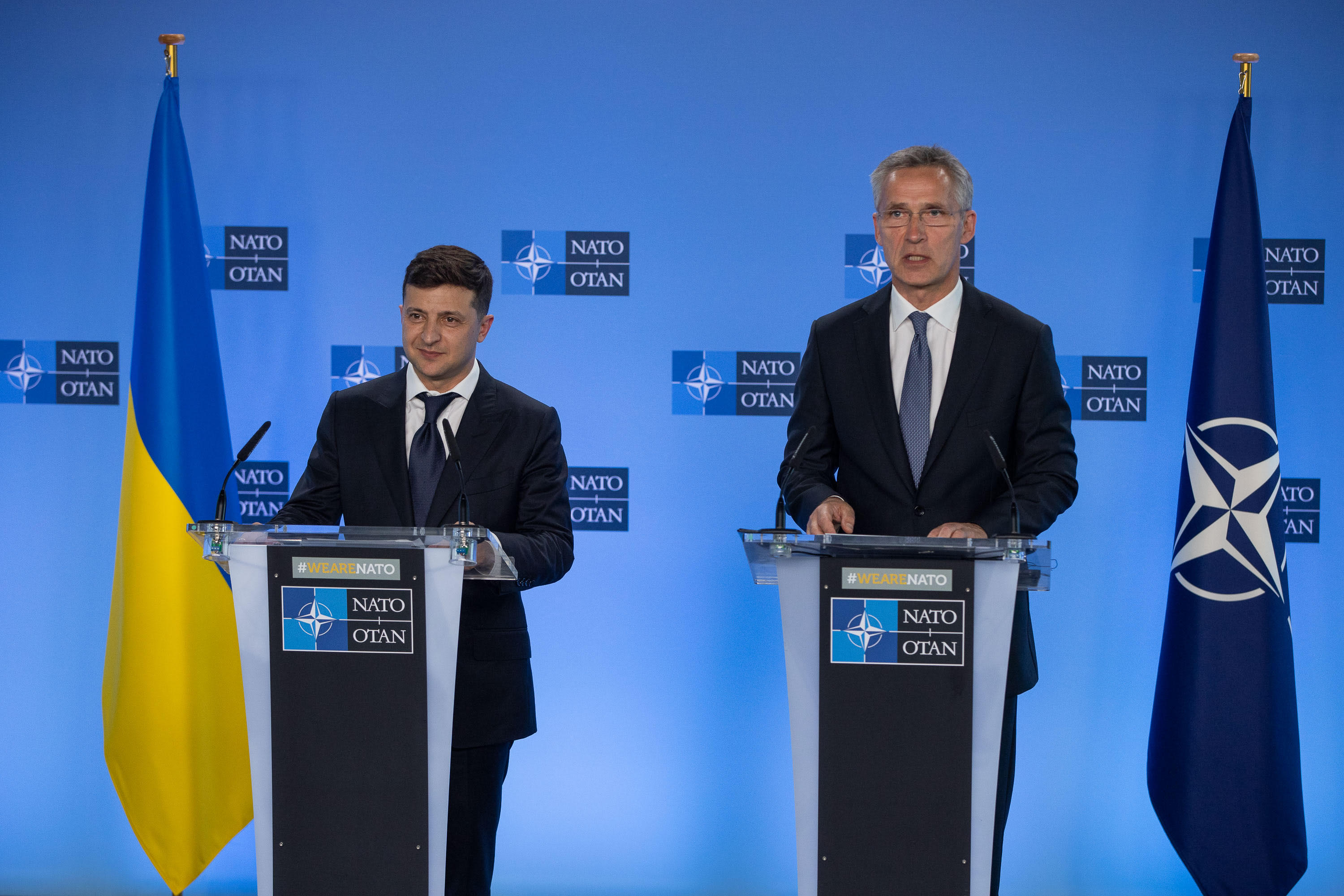
Встреча президента Украины Владимира Зеленского с генеральным секретарём Йенсом Столтенбергом в 2019 году.

Россия вторглась на Украину в феврале 2022 года. В своей речи, объявляющей о вторжении, Путин заявил, что военная инфраструктура НАТО создаётся внутри Украины, что угрожает России. Вторжение России заставило Финляндию и Швецию подать заявку на членство в НАТО. В июне 2022 года Путин заявил, что их членство не является проблемой для России, но членство Украины — это «совершенно другое дело» из-за «территориальных споров». Питер Дикинсон из Атлантического совета написал, что «неприязнь Путина к расширению НАТО вполне реальна, но она не имеет ничего общего с законными соображениями национальной безопасности. Вместо этого Путин возражает против НАТО, потому что оно мешает ему запугивать соседей России».
После вторжения возросло число призывов к вступлению Украины в НАТО. 30 сентября 2022 года Украина подала заявку на членство в НАТО. По данным Politico, члены НАТО неохотно обсуждают вступление Украины из-за «гиперчувствительности» Путина по этому вопросу. Во время саммита НАТО в Вильнюсе в 2023 году было решено, что Украина больше не будет обязана участвовать в Плане действий по членству перед вступлением в НАТО.

### Грузия
После Революции роз в 2003 году Грузия быстро начала стремиться к более тесным связям с НАТО (хотя предыдущая администрация также заявляла о своём желании вступить в НАТО за год до революции). Северный сосед Грузии, Россия, выступала против более тесных связей, в том числе высказанных на саммите НАТО в Бухаресте в 2008 году, где члены НАТО пообещали, что Грузия в конечном итоге вступит в альянс. Осложнения в отношениях между НАТО и Грузией включают присутствие российских вооружённых сил на международно признанной территории Грузии в результате многочисленных недавних конфликтов, таких как российско-грузинская война 2008 года за территории Абхазии и Южной Осетии, на которых проживает большое количество граждан России. 21 ноября 2011 года президент России Дмитрий Медведев, выступая перед солдатами во Владикавказе недалеко от границы с Грузией, заявил, что вторжение России в 2008 году предотвратило дальнейшее расширение НАТО на территорию бывшего СССР.
В результате референдума 2008 года 77 % избирателей поддержали вступление в НАТО. В мае 2013 года премьер-министр Грузии Бидзина Иванишвили заявил, что его целью было получить от НАТО План действий по членству (ПДЧ). В июне 2014 года дипломаты НАТО предположили, что, хотя ПДЧ маловероятно, пакет соглашений об «усилении сотрудничества» является возможным компромиссом. Андерс Фог Расмуссен подтвердил, что это может включать наращивание военного потенциала и подготовку вооружённых сил.